# Eberto Escobedo Lazo
Eberto Escobedo Lazo (Camagüey, Cuba 29 de noviembre de 1919)
Desarrolla las manifestaciones de la pintura y el dibujo.
Realizó estudios en la Escuela Nacional de Bellas Artes “San Alejandro”, La Habana, Cuba

## Exposiciones personales
- 1946, "50 óleos de Escobedo", Sociedad Universitaria de Bellas Artes, Universidad de La Habana, La Habana
- 1968 "Escobedo y Delarra", Galería Isla de Pinos, Isla de Pinos, Cuba
- 1969 “Puentes”, Galería de La Habana, La Habana, Cuba

## Exposiciones colectivas
- 1939 XXI Salón de Bellas Artes. Círculo de Bellas Artes, La Habana
- 1947 XXIX Salón Anual de Pintura y Escultura. Círculo de Bellas Artes, La Habana
- 1951 "Art Cubain Contemporain",Musée National D’Art Moderne, París, Francia
- 1954 Salón Nacional de Pintura, Dibujo, Grabado, Escultura, Arquitectura y Artes Decorativas y Aplicadas, Segunda Bienal Hispanoamericana de Arte
- 1970 "Salón 70", Museo Nacional de Bellas Artes, La Habana
- 1973 I Exposición Internacional de la Pintura Comprometidam Galería Nacional de Bellas Artes, Sofía, Bulgaria
- 1994 "Cuban Art The Last Sixty Years",Panamerican Art Gallery, Dallas, Texas, EE. UU.

## Premios
- 1939 Mención de Honor, XXI Salón de Bellas Artes, Círculo de Bellas Artes, La Habana
- 1948 Medalla de Oro, XXX Salón de Bellas Artes, Círculo de Bellas Artes, La Habana
- 1955 Medalla de Oro, Pintura, Escultura y Artes Aplicadas, Cuba en Tampa: La Feria del Progreso, Tampa, Florida, EE. UU.

## Obras en Colección
- Museo Nacional de Bellas Artes, La Habana, Cuba
- Museo Ignacio Agramonte, Camagüey, Cuba
- Tampa Museum of Art, Tampa, Florida, EE. UU.

- Datos: Q5331840